# Art Decade
Art Decade è un brano musicale strumentale composto da David Bowie, facente parte dell'album Low del 1977.
La versione dal vivo inclusa sull'album Stage fu pubblicata come B-side del singolo Breaking Glass del 1978.

## Il brano
Il brano prende il nome da una strada di Berlino Ovest nella quale Bowie era stato un giorno, e il cui nome era un gioco di parole sullo stile art déco. Bowie percepiva la città occidentale come "arte decaduta", da qui il titolo della traccia. Infatti, il brano stesso, come il resto delle tracce sulla seconda facciata di Low, è una sorta di rappresentazione in musica di un luogo, in questo caso, Berlino Ovest. Bowie definì la città "culturalmente tagliata fuori dal mondo, imprigionata all'interno del blocco sovietico, un mondo a parte, agonizzante, e senza redenzione". Di conseguenza, il brano è lento e malinconico, con sonorità deprimenti.
Art Decade contiene una veloce introduzione alle percussioni e al vibrafono, e una parte di violoncello scritta da Tony Visconti ed eseguita da Eduard Meyer, un ingegnere del suono dello studio Hansa. La porzione melodica di Bowie della composizione procede a strati sopra il tappeto sonoro fornito dai sintetizzatori di Brian Eno, che richiamano gli effetti sonori presenti nel suo album (No Pussyfooting) del 1973. La canzone è intenzionalmente ripetitiva, la metà del brano non si discosta da un accordo in Mi maggiore, mentre una melodia formata da due sole note si ripete sopra il suono dei continui effetti sintetici.
Nonostante il pezzo venga accreditato ufficialmente al solo Bowie, Brian Eno riferì di essere stato responsabile del salvataggio della canzone dalla pila degli scarti. Il pezzo originale era stato registrato al piano da  Eno e Bowie: «Quando lo finimmo non gli piaceva granché e si dimenticò ben presto di esso. Ma come accadeva spesso, durante i due giorni nei quali lui era via, io... provavo a vedere se era possibile cavare qualcosa di buono dal materiale scartato. Misi tutta la strumentazione al completo su quello che avevamo inciso, e allora gli piacque il risultato e pensò ci fosse speranza per il pezzo, e quindi ci lavorò nuovamente aggiungendo altri strumenti».

## Esecuzioni dal vivo
Un'esecuzione del pezzo della primavera '78, venne inclusa nell'album dal vivo Stage.

## Formazione
- David Bowie: Chitarra, vibrafono, pianoforte, Chamberlin
- Brian Eno: Pianoforte, Mini Moog, Chamberlin
- Eduard Meyer: Violoncello